# Weekly Eleven News
Weekly Eleven News ist eine Wochenzeitung aus Myanmar.
Die Weekly Eleven News wird seit 2005 von der Eleven Media Group produziert, die neben dieser Zeitung zwei Sportzeitungen, First Eleven Sports Journal (seit 2000) und Premier Eleven Sports Journal (seit 2003) sowie das Biweekly Eleven News Journal (seit 2008) publiziert. Chefredakteur der Zeitung ist Wai Phyo.
Bekannt wurde die Zeitung durch ihre kritische Berichterstattung, die mehrfach zur Verhaftung von Mitarbeitern sowie zu zeitweiligen Verboten der Zeitung geführt haben. So schrieb die Zeitung trotz Verbot über die Überschwemmungen der Stadt Mandalay im August 2011. Bereits bei den Parlamentswahlen im November 2010 wurde der Zeitung ein Publikationsverbot von Unregelmäßigkeiten bei den Wahlen auferlegt, die sie dann im Internet publizierte.
2011 wurde die Zeitung für ihre kritische Arbeit von der Organisation Reporter ohne Grenzen mit dem ROG-Preis als „Medium des Jahres“ ausgezeichnet.